# Frederick Porter Smith
Frederick Porter Smith ( 1833 - 1888 ) fue un botánico, y misionero metodista en China, inglés.

## Algunas publicaciones

### Libros
- 1870.  A Vocabulary of Proper Names, in Chinese and English: Of Places, Persons, Tribes, and Sects, in China, Japan, Korea, Annam, Siam, Burma. Ed. Presbyterian mission press. 88 pp. ISBN 1-120-13511-7
- 1871.  Contributions Towards the Materia Medica and Natural History of China: For the Use of Medical Missionaries and Native Medical Students. 248 pp. ISBN 1-4368-1348-4
- ----, george arthur Stuart. 1911†. Chinese materia medica: vegetable kingdom. 558 pp.
- shizhen Li, frederick porter Smith, george arthur Stuart. 1973†. Chinese medicinal herbs. Ed. Georgetown Press. 467 pp. ISBN 0-914558-00-5

- La abreviatura «F.P.Sm.» se emplea para indicar a Frederick Porter Smith como autoridad en la descripción y clasificación científica de los vegetales.[1]

- «Frederick Porter Smith». Índice Internacional de Nombres de las Plantas (IPNI). Real Jardín Botánico de Kew, Herbario de la Universidad de Harvard y Herbario nacional Australiano (eds.).
- Wikispecies tiene un artículo sobre Frederick Porter Smith.

- Datos: Q5869085
- Especies: Frederick Porter Smith

1. ↑  Todos los géneros y especies descritos por este autor en IPNI.